# Юрвиллер (Гранд-Эст)
Юрвиллер (фр. Uhrwiller) — коммуна на северо-востоке Франции в регионе Гранд-Эст (бывший Эльзас — Шампань — Арденны — Лотарингия), департамент Нижний Рейн, округ Агно-Висамбур, кантон Рейшсоффен. До марта 2015 коммуна в составе упразднённого кантона Нидербронн-ле-Бен административно входила в состав упразднённого округа Агно.
Площадь коммуны — 11,02 км², население — 688 человек (2006) с тенденцией к стабилизации: 709 человек (2013), плотность населения — 64,3 чел/км².

## Население
Население коммуны в 2011 году составляло 697 человек, в 2012 году — 702 человека, а в 2013-м — 709 человек.
| 1962 | 1968 | 1975 | 1982 | 1990 | 1999 | 2006 | 2008 | 2011 | 2012 | 2013 |
| ---- | ---- | ---- | ---- | ---- | ---- | ---- | ---- | ---- | ---- | ---- |
| 711  | 704  | 681  | 704  | 715  | 697  | 688  | 689  | 697  | 702  | 709  |

Динамика населения:

## Экономика
В 2010 году из 471 человек трудоспособного возраста (от 15 до 64 лет) 364 были экономически активными, 107 — неактивными (показатель активности 77,3 %, в 1999 году — 75,2 %). Из 364 активных трудоспособных жителей работали 340 человек (183 мужчины и 157 женщин), 24 числились безработными (7 мужчин и 17 женщин). Среди 107 трудоспособных неактивных граждан 28 были учениками либо студентами, 54 — пенсионерами, а ещё 25 — были неактивны в силу других причин.